# 旭温泉 (島根県)
旭温泉（あさひおんせん）は、島根県浜田市（旧国石見国）にある温泉。

## 泉質
- アルカリ性単純温泉
  - 源泉温度34.8度
  - 源泉はぬめりを有し、そのため美人湯と呼ばれることもある。

## 温泉街
温泉街中心を流れる白角川を中心に、3軒の旅館と1軒の日帰り入浴施設が存在する。

## 歴史
1975年、ボーリングを実施して源泉開発を行い温泉地を開いた。また、新しく源泉が掘削され、2012年10月20日より供給を開始した。
開業当初は地元の人の利用が中心であったが、浜田自動車道開通以降は広島の奥座敷としての側面を持つようになり、県外からの利用者が中心となっている。

## 「温泉総選挙」成績・受賞歴
官民で観光促進に取り組む「旅して日本プロジェクト」主催の「温泉総選挙」ランキングは以下の通り。
- 「温泉総選挙」2021：「リフレッシュ部門」第3位[2]
- 「温泉総選挙」2022：「歴史・文化部門」第3位[3]
- 「温泉総選挙」2023：「リフレッシュ部門」第2位[4]
- 「温泉総選挙」2024：「歴史 / 文化部門」第1位[5]

## アクセス
- 車 : 浜田自動車道旭IC下車約2分[6]。